# Цесарська Емма Володимирівна
Цесарська Емма Володимирівна (3 червня 1909, Катеринослав (нині Дніпро) — 28 лютого 1990, Москва) — радянська і російська актриса театру і кіно. Заслужена артистка РРФСР (1935).

## Біографічні відомості
Дитячі роки провела у Кропивницькому, навчалася у Зінов'євській школі № 6. 
Закінчила кіношколу Б. В. Чайковського (1928). Перша роль в кіно — Василиса у фільмі «Баби рязанські» (1927). 
Найкраща роль актриси — образ Аксинії у першій екранізації роману «Тихий Дон» М. Шолохова. Загалом знялася у понад 20 фільмах. 
У 1944—1963 рр. працювала у Центральній студії кіноактора.

## Фільмографія
- 1926: «Блукаючі зірки» / Блуждающие звёзды (ВУФКУ, Одеса) — Еллен Грене, світська кокотка
- 1927: «Баби рязанські» / Бабы рязанские — Василина
- 1928: «Світле місто» / Светлый город — Тоня
- 1929: «Її шлях» / Её путь — Парасковія
- 1930: «Іуда» / Иуда — Настя
- 1930: «Тихий Дон» / Тихий Дон — Аксинья
- 1931: «Дві матері» / Две матери — Віра
- 1933: «Зрадник батьківщини» / Изменник родины — селянка
- 1933: «Одна радість» / Одна радость — Євгенія Яківна
- 1934: «Повстання рибалок» / Восстание рыбаков — дружина Неєра
- 1935: «Вражі стежки» / Вражьи тропы — Фешка, Сурова, наймичка
- 1935: «Любов і ненависть» / Любовь и ненависть — Василіса
- 1939: «Дівчина з характером» / Девушка с характером — Іванова
- 1939: «Гомони містечко» / Шуми городок — Орина Тимофіївна
- 1940: «Баби» / Бабы — Ольга
- 1941: «Богдан Хмельницький» / Богдан Хмельницкий — шинкарка
- 1946: «Звільнена земля» / Освобождённая земля — Надія Василівна Притуляк
- 1952: «Травнева ніч, або Утоплена» / Майская ночь, или  Утопленница — своячка
- 1958: «Тривожна ніч» / Тревожная ночь — Аксінья
- 1959: «На дикому березі Іртиша» / На диком бреге Иртыша — Лаврова
- 1960: «З Лебединого повідомляють» / Из Лебяжьего сообщают — буфетниця (немає в титрах)
- 1961: «Нахабеня» / Нахалёнок — попадя'
- 1961: «Високосний рік» / Високосный год — Надія Борташевич
- 1963: «Коли козаки плачуть» / Когда казаки плачут — Дар'я
- 1965: «Сплячий лев» / Спящий лев — Анна Іванівна, буфетниця